# Servitude humaine
Pour les articles homonymes, voir Servitude.
Servitude humaine (Of Human Bondage) est un roman de l'écrivain britannique W. Somerset Maugham publié en 1915.
Le titre est tiré d'un des postulats du philosophe Baruch Spinoza sur l'esclavage humain (De servitute humana) présent dans le quatrième livre de l'Éthique. La citation en latin est : « De servitute humana seu de affectuum viribus ».

## Résumé
À l'âge de 9 ans, Philip Carey perd sa mère. Quelques mois après, son père meurt. William et Louisa Carey, ses oncle et tante, le prennent en charge et il est élevé dans le presbytère, où il s'évade grâce à la lecture. Bon élève, mais de nature sensible et instable, Philip refuse d'entrer à l'université d'Oxford et insiste pour séjourner en Allemagne. Après une tentative infructueuse, il rentre un temps en Angleterre, puis gagne Paris. Là, il se fait beaucoup de nouveaux amis, dont Fanny Price, une pauvre et talentueuse étudiante en beaux-arts qui tombe amoureuse de lui. Quand Philip la repousse, elle se suicide. Philip rentre en Angleterre.
Alors qu'il étudie la médecine, il se lie avec Mildred, une simple serveuse dans un salon de thé. Il tombe amoureux de cette fille qui refuse de l'épouser, car elle aime un autre homme, déjà marié et père, qui lui fera un enfant avant de l'abandonner. Quand Philip l'apprend, il lui offre son aide. Il rompt sa relation avec Norah Nesbit, une romancière à succès, croyant que Mildred s'attachera à lui. Mais après la naissance du bébé, elle lui préfère son ami Harry Griffiths avec qui elle s'enfuit. Un an plus tard, elle est de nouveau seule et sans ressources. Philip, préoccupé du sort de l'enfant, accepte de lui porter secours, mais refuse l'amour charnel qu'elle lui offre. Ce refus rend Mildred vindicative et colérique. Philip choisit de ne plus vivre avec elle et leurs liens se distendent. Mildred, femme belle mais amorale, se livre à la prostitution. Elle contracte la syphilis. Philip, de son côté, connaît des revers professionnels, mais la mort de son oncle William, lui permet de toucher un héritage et de terminer ses études en médecine. Thorpe Athelny, un ami de la famille qui vit en Espagne, l'invite à venir le visiter à Tolède. Les deux hommes s'entendent à merveille. Quand Thorpe séjourne pendant l'été en Angleterre, il invite Philip dans la grande maison familiale du Kent. Philip rencontre là Sally Athelny qu'il épousera. 

## Critique littéraire
Dans son analyse du roman, Robert Kemp souligne la qualité de l'œuvre en ces termes : « Roman minutieux, d'une lenteur puissante ; roman blanchâtre, — tout baigné du lait de la tendresse humaine ; à la fois miséricordieux et méprisant. Roman anticonformiste ; sans éclats oratoires. Témoignage précieux sur la jeunesse « moyenne », en Angleterre, de 1885 à 1905. Œuvre de patience, de vérité, de réflexion, qui doit être lue sans hâte. On n'en est pas secoué. Mais pénétré. Finalement, sans y avoir éprouvé de joies saisissantes, on ne l'oubliera jamais plus. »

## Honneurs
- Il figure à la 66e place dans la liste des cent meilleurs romans de langue anglaise du XXe siècle établie par la Modern Library en 1998[2].

## Adaptations cinématographiques
- 1934 : L'Emprise (Of Human Bondage), film américain réalisé par John Cromwell, avec Leslie Howard et Bette Davis
- 1946 : L'Emprise (Of Human Bondage), film américain réalisé par Edmund Goulding, avec Paul Henreid et Eleanor Parker
- 1964 : L'Ange pervers (Of Human Bondage), film britannique réalisé par Ken Hughes, avec Laurence Harvey et Kim Novak